# غورد ميرفي
غورد ميرفي هو لاعب هوكي جليد كندي، ولد في 23 مارس 1967 في ويلوديل ‏ في كندا.

## وصلات خارجية
- غورد ميرفي على موقع دوري الهوكي الوطني (الإنجليزية)
- غورد ميرفي على موقع قاعة مشاهير الهوكي (لاعب أن.إتش.أل) (الإنجليزية)
- غورد ميرفي على موقع EliteProspects.com (الإنجليزية)
- غورد ميرفي على موقع HockeyDB.com (الإنجليزية)
- غورد ميرفي على موقع Hockey-Reference.com (الإنجليزية)